# Dueville
Dueville est une commune de la province de Vicence dans la région Vénétie en Italie.

## Administration
| Période                                  | Période  | Identité            | Étiquette       | Qualité |
| ---------------------------------------- | -------- | ------------------- | --------------- | ------- |
| 14 juin 2004                             | En cours | Giuseppe Bertinazzi | Centro-Sinistra |         |
| Les données manquantes sont à compléter. |          |                     |                 |         |

### Hameaux
Passo di Riva, Povolaro, Vivaro

### Communes limitrophes
Caldogno, Montecchio Precalcino, Monticello Conte Otto, Sandrigo, Vicence, Villaverla

### Jumelages
- Tulle (France) depuis 2008 ;
- Schorndorf (Allemagne) depuis 1998 ;
- Calatayud (Espagne) depuis 1989.